# Rockwall
Rockwall is een plaats (city) in de Amerikaanse staat Texas, en valt bestuurlijk gezien onder Rockwall County.

## Demografie
Bij de volkstelling in 2000 werd het aantal inwoners vastgesteld op 17.976.
In 2006 is het aantal inwoners door het United States Census Bureau geschat op 32.224, een stijging van 14248 (79.3%).

## Geografie
Volgens het United States Census Bureau beslaat de plaats een oppervlakte van
58,7 km², waarvan 57,7 km² land en 1,0 km² water. Rockwall ligt op ongeveer 180 m boven zeeniveau.

## Plaatsen in de nabije omgeving
De onderstaande figuur toont nabijgelegen plaatsen in een straal van 12 km rond Rockwall.